# الیاف طبیعی

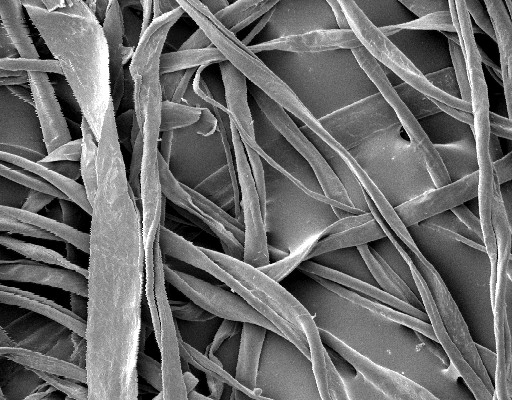
الیاف پنبه در زیر میکروسکوپ الکترونی

اَلیاف طبیعی، به الیافی می‌گویند که منشأ طبیعی داشته و از مواد شیمیایی در تولید آنها استفاده نشده است.
پنبه، کتان، چتایی، کنف الیاف گیاهی هستند. برای الیاف حیوانی می‌توان به پشم ، مو و ابریشم اشاره کرد. الیافی مانند الیاف شیشه، الیاف کربن، پنبه نسوز و الیاف فلزی، معدنی که منشأ آنها کانی‌ها هستند، می باشند.
جانورانی نظیر گوسفند، بز، کرم ابریشم، آلپاکا و خرگوش و گیاهانی مانند پنبه، کتان، کنف، چتایی، سیسال و نارگیل، منشأ الیاف طبیعی هستند. همچنین الیاف پنبه نسوز نیز منشأ طبیعی (معدنی) داشته و در تهیه لباس ‌های ضد آتش از آنها استفاده می‌شود. 
پشم و ابریشم از اصلی ‌ترین و پر کاربرد ترین الیاف طبیعی با ریشه حیوانی هستند و همواره در اقتصاد کشورها نقش کلیدی را به عهده داشته‌اند. مهم‌ترین لیف با ریشه گیاهی، الیاف پنبه است، این لیف در برخی کشورها مثل ازبکستان، هند، ترکمنستان، مصر و پاکستان، نقش اقتصادی مهمی را ایفا می‌کند. از آنجا که الیاف طبیعی جذب آب بیشتری نسبت به الیاف مصنوعی دارند و همچنین عایق حرارتی بهتری نسبت به الیاف بشر ساخت هستند، لذا در تهیه الیاف مصنوعی، بنا بر فناوری تکسچرایزینگ، الیاف طبیعی الگو بوده و الیاف مصنوعی را با توجه به نزدیک تر شدن خصوصیات شان به الیاف طبیعی تولید می‌کنند.

## تاریخچه
در یک زمان از طول تاریخ، انسان دریافت که رویش مویین پوست حیوانات و رشته‌های نازک و بلند برخی از گیاهان آمادگی دارند که به وسیله تابیده شدن به دور خود، رشته‌های بلند تری را تشکیل دهند که موسوم به نخ است. بشر با بافتن نخ به تولید پارچه روی آورد تا به این روش پوشاک را ابداع نماید.

## رده‌بندی
الیاف طبیعی بر حسب منشأ طبیعی خود به سه گروه فرعی تقسیم می‌شوند: الیاف حیوانی، الیاف گیاهی و الیاف معدنی.

### الیاف حیوانی
این الیاف پوشش بدن حیوانات را تشکیل می‌دهند که مهم‌ترین آنها عبارت اند از پشم و مو (مثل کشمیر، آلپاکا و موی خرگوش) یا اینکه از ماده ای که از کرم ابریشم خارج می‌شوند به وجود می‌آید، مانند: ابریشم طبیعی و ابریشم وحشی. الیاف حیوانی به گروه‌های فرعی زیر تقسیم می‌شوند:
1. پشم
2. ابریشم
3. مو

### الیاف گیاهی
الیاف گیاهی شامل مهمترین الیاف نساجی یعنی پنبه و تعداد دیگری از الیاف مانند کتان، کنف و چتایی. این دسته از الیاف بر حسب این که از کدام قسمت گیاه تهیه می‌شوند باز خود به دسته‌های فرعی تقسیم می‌گردند که عبارتند از:
1. الیاف دانه ای مانند پنبه
2. الیاف برگی مانند سیسال و مانیلا
3. الیاف ساقه ای مانند کتان، چتایی و کنف و باگاس
4. الیاف میوه ای مانند نارگیل

### الیاف معدنی
مصرف این نوع الیاف در صنعت نساجی محدود بوده و مهمترین آن‌ها پنبه نسوز می‌باشد. این الیاف دارای مصارف صنعتی هستند و در پارچه‌های ضد آتش نیز به‌کار می‌روند.

## ساختمان و ویژگی‌ها

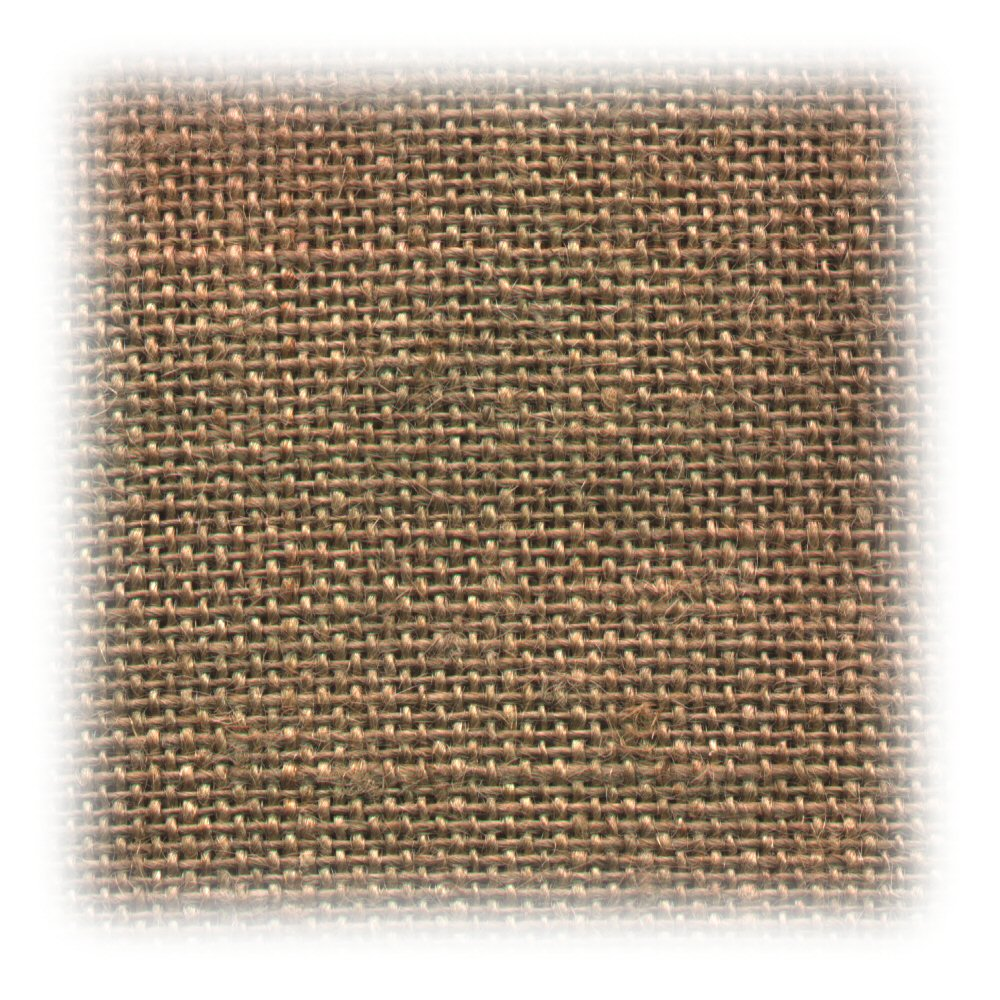
گونی بافته شده با الیاف چتایی

### ساختمان مولکولی یا داخلی الیاف
در نتیجه پژوهش‌ها مشخص شده است که همان‌طور که در ریسندگی، یک نخ از تابیده شدن مجموع چند لیف ساخته می‌شود، یک لیف هم از مجموع رشته‌های کوچکتری به نام فیبریل به وجود آمده است. هر فیبریل نیز مرکب از مولکول‌های زنجیری (بسپار یا (پلیمر) است که کم و بیش به موازات یکدیگر در محور طولی فیبریل قرار دارند و در بعضی نقاط به وسیله زنجیرهای عرضی به یگدیگر متصل شده‌اند.

### نحوه قرار گرفتن مولکول‌ها در الیاف
مولکول‌های سازنده الیاف کم و بیش به طور موازی در امتداد طول محور لیف قرار گرفته‌اند. در حقیقت تشابه زیادی در طرز قرار گرفتن مولکول‌ها در لیف و الیاف در نخ وجود دارد.

### آرایش یافتگی مولکول‌ها
آرایش یافتگی مولکول‌های الیاف عبارت است از قرارگرفتن زنجیر طویل مولکول‌ها به طور موازی نسبت به محور لیف، درجه آرایش یافتگی مولکول‌های الیاف طبیعی بستگی به نوع لیف دارد؛ برای مثال رامی و کنف هر دو الیاف سلولزی هستند و زنجیرهای مولکولی آنها آرایش یافته است و در نتیجه دارای استحکام بیشتری نسبت به پنبه هستند.

### ساختمان و شکل ظاهری الیاف
ساختمان و شکل ظاهری الیاف یکی از مهمترین عواملی است که بر خواص نخ و پارچه اثر به سزایی دارد به طور مثال سطح فلس دار یا موج دار پشم اثر مستقیمی بر خاصیت نمدی شدن پارچه‌های پشمی و همچنین بر خاصیت «زیردست» پشم دارد.

### استحکام کشش
لازم‌ترین ویژگی الیاف که به عنوان ماده خام جهت تهیه نخ و سپس در ساختمان پارچه به کار می‌رود قدرت آن است. از آنجایی که پارچه‌ها بر حسب مقاصد مختلف تهیه می‌شوند. قدرت مجموع دسته لیف همیشه کمتر از قدرت فرد الیافی است که آن را ساخته‌اند.

### خاصیت ارتجاعی یا الاستیسیته
الاستیسیته یا قابلیت ارتجاعی، خاصیت جسمی است که در اثر یک نیروی خارجی تغییر شکل می‌یابد ولی پس از رفع نیروی خارجی به حالت اولیه برگردد.. به طور کلی این خاصیت در اکثر مواد طبیعی یا مصنوعی کم و بیش وجود دارد.

### بازگشت از حالت الاستیک
بازگشت الاستیکی، یکی از خواص مهم الیاف و نهایتاً نخ و پارچه است زیرا منسوجات باید در هر حالت، پس از رفع هر نوع کشش و فشار، شکل خودشان را حفظ کنند.

### طول لیف
هر چه طول لیف بیشتر باشد تماس سطحی آن با الیاف مجاور بیشتر و الیاف در یک نخ بهتر درگیر می‌شوند. در یک نخ، هر اندازه الیاف بیشتر در گیر و بهتر به دور هم تاب بخورند استحکام و یکنواختی آن نخ بهتر است؛ بنابراین طول الیاف در استحکام نخ و پارچه تأثیر فراوانی دارد.

### تورم الیاف
هنگامی که الیاف در محیط مرطوب قرار گیرند یا هنگامی که در آب غوطه ور هستند مولکول‌های آب از طریق نقاط آرایش نیافته در الیاف به سرعت به داخل آنها نفوذ می‌کنند.